# Liste der Wesire des Alten Ägypten

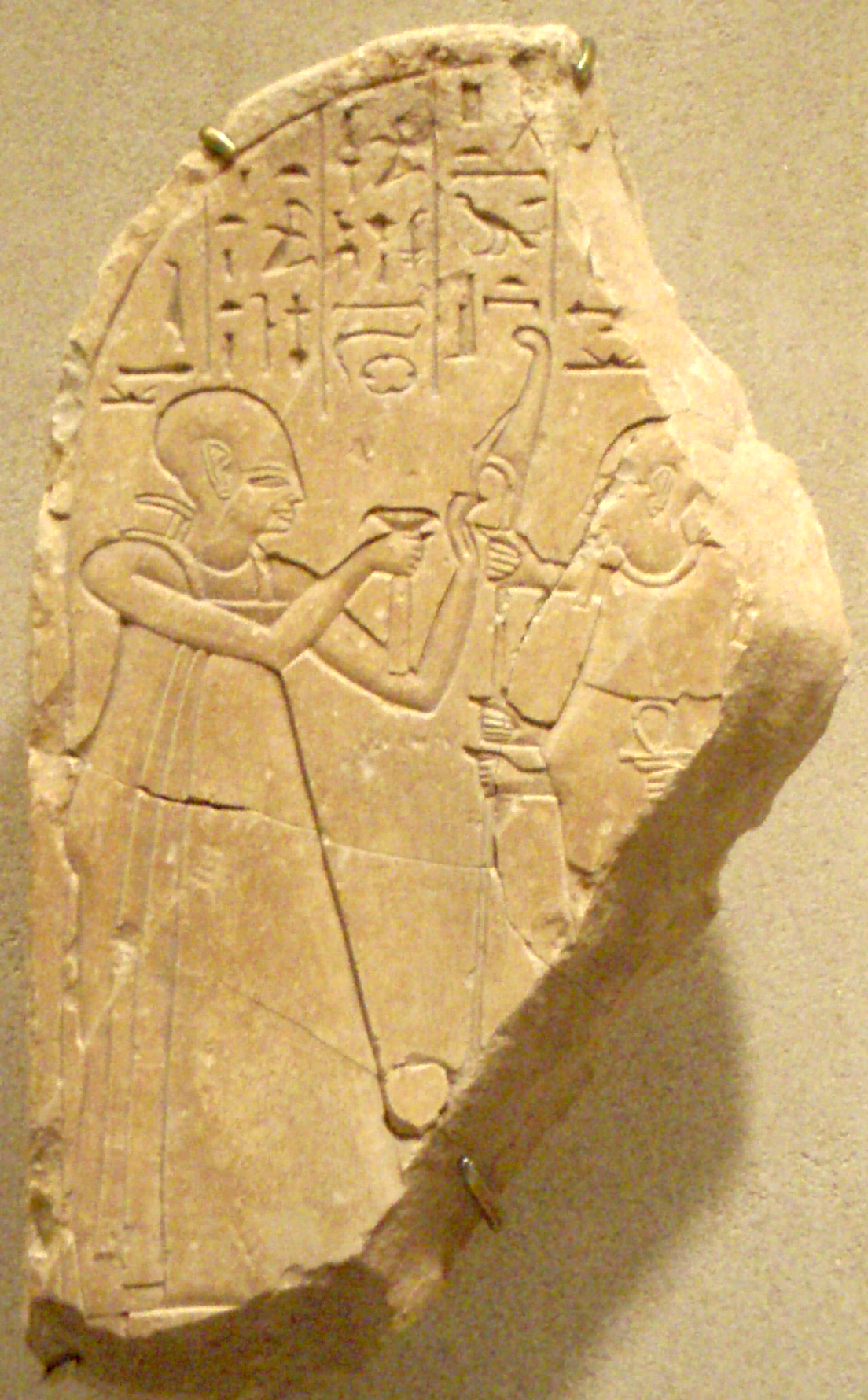
Fragment einer Stele des Wesirs Neferrenpet

Der Wesir (ägyptisch: tjati) war das wichtigste Amt am altägyptischen Hof von der 4. Dynastie (Altes Reich) bis in die 30. Dynastie (Spätzeit). Die folgende Liste nennt alle bekannten Titelinhaber, auch aus der Zeit, in der dieses Amt noch nicht so bedeutend war. Allerdings weist diese Liste noch einige Lücken auf. Für die vierte, fünfte Dynastie, die Erste Zwischenzeit, das Mittlere Reich und die Zweite Zwischenzeit kann für immer nur einen amtierenden Titelträger ausgegangen werden. In der 6. Dynastie gab es eventuell mehrere gleichzeitig Amtierende. Im Neuen Reich und in der Spätzeit gab es jeweils einen Wesir für Ober- und für Unterägypten. Die Zuordnung des Amtsbereiches einzelner Titelträger ist manchmal unsicher.

## Liste der Wesire

### Frühdynastische Zeit
| Name        | Datierung   | Bemerkungen                       |             |
| 2. Dynastie | 2. Dynastie | 2. Dynastie                       | 2. Dynastie |
| ----------- | ----------- | --------------------------------- | ----------- |
| Menka       | Ninetjer ?  | Nur von Topfaufschriften bekannt. |             |

### Altes Reich
| Name                      | Datierung                                           | Bemerkungen                                                                   | Bild        |
| 4. Dynastie               | 4. Dynastie                                         | 4. Dynastie                                                                   | 4. Dynastie |
| ------------------------- | --------------------------------------------------- | ----------------------------------------------------------------------------- | ----------- |
| Nefermaat                 | Snofru                                              | Mastaba in Meidum.                                                            |             |
| Anchhaf                   | Cheops                                              | Sohn des Snofru; Mastaba in Gizeh                                             |             |
| Hemiunu                   | Cheops                                              | Sohn des Nefermaat; Mastaba in Gizeh                                          |             |
| Kawab                     | Chephren                                            | Sohn des Cheops; Mastaba in Gizeh                                             |             |
| Minchaef                  | Chephren                                            | Sohn des Cheops; Mastaba in Gizeh                                             |             |
| Nefermaat                 | Chephren                                            | Enkel des Snofru; Mastaba in Gizeh                                            |             |
| Chufuchaef I.             | Chephren – Mykerinos                                | Sohn des Cheops; Mastaba in Gizeh; vielleicht identisch mit Pharao Chephren   |             |
| Nikaure                   | Chephren – Mykerinos                                | vielleicht ein Sohn des Chephren; Grab in Gizeh                               |             |
| Iunmin                    | Chephren – Mykerinos                                | vielleicht ein Sohn des Chephren; Grab in Gizeh                               |             |
| Nebemachet                | Chephren – Mykerinos                                | Sohn des Chephren; Besitzer zweier Gräber in Gizeh                            |             |
| Anchmare                  | Mykerinos                                           | Sohn des Chephren; Grab in Gizeh                                              |             |
| Duaenre                   | Mykerinos oder später                               | Sohn des Chephren; Mastaba in Gizeh                                           |             |
| Babaef                    | Mykerinos oder später                               | wahrscheinlich ein Sohn des Duaenre; Mastaba in Gizeh                         |             |
| Sechemkare                | Mykerinos oder später                               | Sohn des Chephren; Grab in Gizeh                                              |             |
| 5. Dynastie               |                                                     |                                                                               |             |
| Seschathotep, Heti        | Frühe 5. Dynastie (?)                               | Grab in Gizeh                                                                 |             |
| Werbauba                  | Sahure                                              | Im Totentempel des Sahure dargestellt.                                        |             |
| Userefre                  | Neferirkare                                         | Grab in Sakkara; Neferirkare wird im Grab genannt. Sohn des Userkaf,          |             |
| Waschptah                 | Neferirkare                                         | Grab in Sakkara; Neferirkare wird in Biographie im Grab genannt.              |             |
| Pehenuka                  | Neferirkare                                         | Grab in Sakkara                                                               |             |
| Minnefer                  | Niuserre                                            | Im Totentempel des Niuserre dargestellt; Sarkophag in Leiden; Grab unbekannt. |             |
| Sechemanchptah            | Niuserre ?                                          | In Gizeh bestattet                                                            |             |
| Ptahschepses              | Niuserre – Djedkare Isesi                           | Monumentales Grab in Abusir                                                   |             |
| Ptahhotep Descher         | Menkauhor ?                                         | Grab in Sakkara                                                               |             |
| Seschemnefer III.         | Menkauhor ? - Djedkare Isesi?                       | Grab in Gizeh                                                                 |             |
| Ptahhotep                 | Djedkare Isesi                                      | Grab in Sakkara                                                               |             |
| Raschepses                | Djedkare Isesi                                      | Grab in Sakkara                                                               |             |
| Senedjemib Inti           | Djedkare Isesi                                      | Grab in Gizeh                                                                 |             |
| Achethotep                | Unas                                                | Sohn des Ptahhotep, Grab in Sakkara                                           |             |
| Achethotep Hemi           | Unas                                                | Grab bei der Unas-Pyramide                                                    |             |
| Senedjemib Mehi           | Unas                                                | Sohn des Senedjem Inti, Grab in Gizeh                                         |             |
| Ihy                       | Unas                                                | Grab bei der Unas-Pyramide                                                    |             |
| Nianchba                  | Unas                                                | Grab bei der Unas-Pyramide                                                    |             |
| Iynefert Schanef          | Unas                                                | Grab bei der Unas-Pyramide                                                    |             |
| Ptahhotep Tjefi           | Unas                                                | Sohn des Achethotep                                                           |             |
| 6. Dynastie               |                                                     |                                                                               |             |
| Chnumneti                 | Unas oder Teti                                      | Sohn des Senedjem Inti, Grab in Gizeh                                         |             |
| Kagemni Memi              | Teti                                                | Grab in Sakkara                                                               |             |
| Meref-nebef               |                                                     | Grab in Sakkara                                                               |             |
| Neferseseschemre Scheschi | Teti                                                | Grab in Sakkara                                                               |             |
| Anchmaher Zezi            | Teti                                                | Grab in Sakkara                                                               |             |
| Mereruka Mery             | Teti                                                | Grab in Sakkara                                                               |             |
| Chentykai Ichechi         | Teti – Pepi I.                                      | Grab in Sakkara                                                               |             |
| Irienachti                | Teti – Pepi I., evtl. unter dem Gegenkönig Userkare | Grab in Giseh                                                                 |             |
| Mehu                      | Pepi I.                                             | Grab bei der Unas-Pyramide in Sakkara                                         |             |
| Ptahhotep                 | Pepi I.                                             | Grab bei der Unas-Pyramide in Sakkara                                         |             |
| Tepemanch                 | Mitte der 6. Dynastie                               | Grab in Sakkara                                                               |             |
| Tjenti                    | Mitte der 6. Dynastie                               | Grab in Sakkara                                                               |             |
| Meryteti                  | Pepi I.                                             | Sohn des Mererukai Mery, Grab in Sakkara                                      |             |
| Rawer                     | Pepi I.                                             | Grab in Sakkara                                                               |             |
| Mereri                    | Merenre – Pepi II.                                  | Grab in Sakkara                                                               |             |
| Neferseschemseschat Chenu | Merenre - Pepi II.                                  | Grab in Sakkara                                                               |             |
| Zezi                      | Pepi I. – Pepi II.                                  | Grab in Sakkara-Süd                                                           |             |
| Idu Nefer                 | Pepi I. – Pepi II.                                  | Grab in Gizeh                                                                 |             |
| Anchmeryre                | Pepi I. – Pepi II.                                  | Grabkapelle in der Mastaba des Mehu, Sohn des Mehu, Vater des Hetepka         |             |
| Chenu                     | Pepi II.                                            | Im Totentempel von Pepi II. dargestellt.                                      |             |
| Ihychenet                 | Pepi II.                                            | Im Totentempel von Pepi II. dargestellt.                                      |             |
| Hetepka                   | Pepi II.                                            | Grabkapelle in der Mastaba des Mehu, Sohn des Anchmeryre                      |             |
| Meryreiam                 | Pepi II.                                            | Grab bei der Pyramide von Pepi II.                                            |             |
| Meryremeryankhptah        | Pepi II.                                            | Im Totentempel von Pepi II. dargestellt. Grab in Gizeh                        |             |
| Sabuptah Ibebi            | Pepi II.                                            | Grab in Gizeh                                                                 |             |
| Schenay                   | Pepi II.                                            | Grab bei der Pyramide von Pepi II.                                            |             |
| Nebkauher Idu             | Pepi II. (oder später)                              | usurpierte Mastaba in Sakkara                                                 |             |
| Chabauchnum/Biu           | Pepi II.                                            | Grab bei der Pyramide von Pepi II.                                            |             |
| Nihabsedneferkare         | Pepi II.                                            | Grab bei der Pyramide von Pepi II.                                            |             |
| Teti                      |                                                     |                                                                               |             |
| Unasanch                  |                                                     |                                                                               |             |

### Altes Reich, Provinz
| Name                              | Datierung              | Bemerkungen |
| --------------------------------- | ---------------------- | ----------- |
| Herwy (Achmim)                    |                        |             |
| Iuu (Abydos)                      |                        |             |
| Djau (Abydos)                     |                        |             |
| Idi (Abydos)                      |                        |             |
| Weni (Abydos)                     |                        |             |
| Pepynakht (Abydos)                |                        |             |
| Ankhpepy hery-ib (Meir)           |                        |             |
| Pepianch Henikem (Meir)           |                        |             |
| Schemai (Koptos)                  | Neferkauhor Chuiuihapi |             |
| Idi (Koptos)                      |                        |             |
| Hemre I./Isi (Deir el Gebrawi)    |                        |             |
| Henqu, iy ... f (Deir el Gebrawi) |                        |             |

### Erste Zwischenzeit
| Name         | Datierung | Bemerkungen |
| ------------ | --------- | ----------- |
| Werkauba Iku |           |             |
| Teti         |           |             |
| Kainefer     |           |             |
| Tjetju       |           |             |
| Chuu         |           |             |

### Mittleres Reich
| Name                  | Datierung                        | Bemerkungen                                                 |              |
| 11. Dynastie          | 11. Dynastie                     | 11. Dynastie                                                | 11. Dynastie |
| --------------------- | -------------------------------- | ----------------------------------------------------------- | ------------ |
| Bebi                  | Mentuhotep II.                   | Erscheint auf Relief im Totentempel des Herrschers          |              |
| Dagi                  | Mentuhotep II. – Mentuhotep III. | Grab und Nennung im Totentempel von Mentuhotep II.          |              |
| Ahanacht              | Mentuhotep II.                   | Auch Governor von Chemenu                                   |              |
| Amenemhat             | Mentuhotep IV.                   |                                                             |              |
| 12. Dynastie          |                                  |                                                             |              |
| Ipi                   | frühe 12. Dynastie ?             | Grab in Theben                                              |              |
| Antefiqer             | Sesostris I.                     | Grab in Lischt, zahlreiche Inschriften                      |              |
| Montuhotep            | Sesostris I.                     | Nur Titularwesir?                                           |              |
| Neheri                |                                  | Auch Governor von Chemenu                                   |              |
| Kay                   |                                  | Auch Governor von Chemenu                                   |              |
| Amenemhat             | Sesostris I.                     | Auch Governor von Chemenu                                   |              |
| Senusret              |                                  |                                                             |              |
| Ameni                 |                                  |                                                             |              |
| Siese                 |                                  | Nur Titularwesir?                                           |              |
| Ameni                 |                                  |                                                             |              |
| Nebit                 |                                  | Grab in Dahschur;                                           |              |
| Chnumhotep            | Sesostris III. – Amenemhet III.  | Grab in Dahschur                                            |              |
| Ameni                 |                                  |                                                             |              |
| Cheti                 | 28. Jahr Amenemhet III.          |                                                             |              |
| Zamonth               |                                  |                                                             |              |
| 12. oder 13. Dynastie |                                  |                                                             |              |
| Amenemhat-anch        |                                  | Relieffragmente im Kunsthandel                              |              |
| Qemeni                |                                  | Name erscheint auf der bronzenen Spitze eines Schiffsmastes |              |
| Sesostrisanch         |                                  | Statue aus Ugarit, Stele                                    |              |
| Iuii                  |                                  |                                                             |              |
| Minhotep              |                                  |                                                             |              |
| (Neb)sumenu (?)       |                                  |                                                             |              |
| Hori                  |                                  |                                                             |              |
| Sobek-aa Bebi         |                                  |                                                             |              |
| Ameni                 |                                  |                                                             |              |
| Dedumonth Senebtifi   |                                  |                                                             |              |

### Zweite Zwischenzeit
| Name                 | Datierung                               | Bemerkungen                           |
| -------------------- | --------------------------------------- | ------------------------------------- |
| Chenmes              | Sechemkare, wahrscheinlich Amenemhet V. | Von Statue und Felsinschrift bekannt. |
| Anchu                | Chendjer                                |                                       |
| Res-seneb            |                                         | Sohn des Anchu                        |
| Ii-meru              |                                         | Sohn des Anchu                        |
| Neferkare Iymeru     | Sobekhotep IV.                          |                                       |
| Ded-Ptah Dedtu-seneb |                                         |                                       |
| Iii                  |                                         |                                       |
| Iii-meru             |                                         |                                       |
| Senebhenaf           |                                         |                                       |
| Sobeknacht           |                                         |                                       |
| Ib-jau               |                                         |                                       |
| Amenemhat            |                                         |                                       |

### Neues Reich
| Name                                   | Datierung                                                  | Bemerkungen                                                      |                               |
| 18. Dynastie, südliche Wesire          | 18. Dynastie, südliche Wesire                              | 18. Dynastie, südliche Wesire                                    | 18. Dynastie, südliche Wesire |
| -------------------------------------- | ---------------------------------------------------------- | ---------------------------------------------------------------- | ----------------------------- |
| Tetinefer                              |                                                            |                                                                  |                               |
| Imhotep                                | Thutmosis III.                                             |                                                                  |                               |
| Aakheperreseneb                        |                                                            |                                                                  |                               |
| Hapuseneb                              |                                                            |                                                                  |                               |
| Ahmose Aametju                         | Hatschepsut, Thutmosis III.                                | Vater des Amunuser                                               |                               |
| Amunuser                               | Hatschepsut, Thutmosis III.                                |                                                                  |                               |
| Rechmire                               | Thutmosis III. – Amenophis II.                             |                                                                  |                               |
| Amenemope                              |                                                            |                                                                  |                               |
| Seny                                   |                                                            |                                                                  |                               |
| Hepu                                   |                                                            |                                                                  |                               |
| Ptahmose                               | Amenophis III.                                             |                                                                  |                               |
| Ramose                                 | Amenophis III.                                             |                                                                  |                               |
| Nachtpaaten                            |                                                            |                                                                  |                               |
| Usermonth                              | Tutanchamun                                                |                                                                  |                               |
| Pentu                                  | Tutanchamun                                                | Wird nur auf einer Topfinschrift im Grab des Herrschers genannt. |                               |
| Eje(?)                                 | Tutanchamun                                                | Einordnung als Wesir nicht sicher.                               |                               |
| 18. Dynastie, nördliche Wesire         |                                                            |                                                                  |                               |
| Neferweben                             | Thutmosis III.                                             | Wahrscheinlich Vater des Rechmire                                |                               |
| Ptahmose                               | Thutmosis III.                                             |                                                                  |                               |
| Thutmosis                              | Amenophis II.                                              |                                                                  |                               |
| Ptahhotep                              | Thutmosis IV.                                              |                                                                  |                               |
| Thutmosis                              | Amenophis III.                                             |                                                                  |                               |
| Amenhotep                              | Amenophis III.                                             |                                                                  |                               |
| Aperel                                 | Amenophis III. – Echnaton                                  |                                                                  |                               |
| Paramessu                              | Haremhab                                                   |                                                                  |                               |
| Sehty                                  |                                                            |                                                                  |                               |
| 19. und 20. Dynastie, südliche Wesire  |                                                            |                                                                  |                               |
| Paser                                  | Sethos I. bis Ramses II.                                   |                                                                  |                               |
| Nehi                                   | Ramses II.                                                 |                                                                  |                               |
| ...my                                  |                                                            |                                                                  |                               |
| Thutmosis                              |                                                            |                                                                  |                               |
| Chay                                   | Ramses II.                                                 |                                                                  |                               |
| Neferrenpet                            | Ramses II.                                                 |                                                                  |                               |
| Panehesi                               | Merenptah                                                  |                                                                  |                               |
| Pensachmet                             |                                                            |                                                                  |                               |
| Itju (?)                               |                                                            |                                                                  |                               |
| Amunmose                               |                                                            |                                                                  |                               |
| Paraemheb                              |                                                            |                                                                  |                               |
| Hori                                   | Siptah bis Ramses III.                                     | Wechselte unter Siptah von Memphis nach Theben                   |                               |
| Ta                                     | Ramses III.                                                | Wesir in Ober- und Unterägypten.                                 |                               |
| Neferrenpet                            | Ramses IV. bis Ramses VI.                                  | Wahrscheinlich Wesir in Ober- und Unterägypten.                  |                               |
| Nehi                                   | Ramses VI.                                                 | Wesir von Ober- oder Unterägypten.                               |                               |
| Ramsesnacht                            | Ramses VI.                                                 | Datierung unsicher                                               |                               |
| Nebmaatrenacht                         | Ramses IX.                                                 | Wesir von Ober- oder Unterägypten.                               |                               |
| Chaemwaset                             | Jahr 16 von Ramses IX. bis mindestens Jahr 3 von Ramses X. | Wesir in Ober- und Unterägypten.                                 |                               |
| Wennefer                               | Ramses XI                                                  |                                                                  |                               |
| 19. und 20. Dynastie, nördliche Wesire |                                                            |                                                                  |                               |
| Nebamun                                | Haremhab – Ramses II.                                      |                                                                  |                               |
| Rahotep                                | Ramses II.                                                 | Erscheint in Quellen auch of als Parahotep.                      |                               |
| Iry...                                 | Ramses II.                                                 |                                                                  |                               |
| Hori                                   | Sethos II.                                                 | Wechselte unter Siptah von Memphis nach Theben                   |                               |
| Ta                                     | Ramses III.                                                | Wesir in Ober- und Unterägypten.                                 |                               |
| Neferrenpet                            | Ramses IV. bis Ramses VI.                                  | Wahrscheinlich Wesir in Ober- und Unterägypten.                  |                               |
| Merysakhmet                            |                                                            |                                                                  |                               |

### Dritte Zwischenzeit
| Name                              | Datierung    | Bemerkungen                    |
| --------------------------------- | ------------ | ------------------------------ |
| Herihor                           |              |                                |
| Pinudjem I                        |              |                                |
| Amehirpamescha (?)                |              |                                |
| Neseramun A                       |              |                                |
| Padimut                           |              |                                |
| Ia-o                              |              |                                |
| Rudpamut                          |              |                                |
| Hori                              |              |                                |
| Hori, Sohn des Iutjek (?)         |              |                                |
| Nesipaqaschuty                    |              |                                |
| Harsiese, Sohn des Nesipaqashuty  |              |                                |
| Hor                               |              |                                |
| Pentyfanch                        |              |                                |
| Harsiese                          |              |                                |
| Djedchonsefanch                   |              |                                |
| Nachtefmut                        |              |                                |
| Hori, Sohn des Nachtefmut         |              |                                |
| Pamiu                             |              |                                |
| Pakharu, Sohn des Pamiu           |              | Schwiegersohn von Takelot III. |
| Anch-Osorkon                      |              | Enkel des Osorkon III.         |
| Padiamonet, Sohn des Pamiu        |              |                                |
| 25. Dynastie, südliche Wesire     |              |                                |
| Nebneteru, Sohn des Horl          |              |                                |
| Harsiese                          |              |                                |
| Nesmin, Sohn des Harsiese         |              |                                |
| Anchhor                           |              |                                |
| Nesipaqaschuty                    |              | Schwiegersohn von Takelot III. |
| Pediese, Sohn des Harsiese        |              |                                |
| Chamhor                           |              |                                |
| Pahrer/Harsiese, Sohn des Chamhor |              |                                |
| Nesmin, Sohn des Chamhor          |              |                                |
| Nesipaqaschuty                    |              |                                |
| 25. Dynastie, nördliche Wesire    |              |                                |
| Djedkare                          | 25. Dynastie |                                |

### Spätzeit
| Name                      | Datierung                    | Bemerkungen |                 |
| südliche Wesire           | südliche Wesire              | südliche Wesire | südliche Wesire |
| ------------------------- | ---------------------------- | --- | --------------- |
| Nespamedu                 | Ende 25./Anfang 26. Dynastie | Sohn des Nesipaqaschuty; amtierte zur Zeit der assyrischen Eroberung Ägyptens; erscheint in assyrischen Quellen als König von Thinis |                 |
| Nespaqaschuty             | Psammetich I.                | Sohn des Nespamedu |                 |
| Anchwennefer              | Psammetich I.                | |                 |
| Iry                       | Psammetich I.                | |                 |
| Djedbastetiuefanch        | Psammetich I.                | |                 |
| nördliche Wesire          |                              | |                 |
| Mentuhotep                | Ende 25./Anfang 26. Dynastie | |                 |
| Harsiese                  | Psammetich I. oder vorher    | Nur vom Sarg und einer Stele seiner Tochter bekannt.                                                                                 |                 |
| Sasobek                   | Ende 25./Anfang 26. Dynastie | Nur von seinem Sarkophag bekannt (London BM EA 17)                                                                                   |                 |
| Nasecheperensachmet       | Psammetich I.                | |                 |
| Bakenrenef                | Psammetich I.                | |                 |
| Iufaa                     |                              | Vater des Gemenefhorbak. Von einer Statue bekannt.                                                                                   |                 |
| Gemenefhorbak             |                              | Nur von seinem Sarkophag bekannt (Turin 2201).                                                                                       |                 |
| Harsomtusemhat            |                              | Nur von seinem Würfelhocker in einer Privatsammlung bekannt.                                                                         |                 |
| Psamtek-Meryneit          | Amasis                       | Nur von einem Uschebti bekannt. |                 |
| Pasherientaihet/Padineith | Amasis                       | Statue, heute in Kopenhagen. |                 |